# Couvent des Carmélites de Malines
Pour les articles homonymes, voir couvent des Carmélites.
Le couvent des Carmélites de Malines était un établissement situé autrefois à Malines, en Belgique.

## Historique
Les Carmélites de Malines sont fondées en 1616 par la Mère Éléonore de Saint-Bernard (1577-1639). Les Carmélites (également appelées Thérésiens à Malines) ont trouvé une maison sur la Lange Biest (actuelle Sint-Janstraat). Ils ont loué deux maisons à Willem de Ruysschen. La toute nouvelle communauté était dirigée par Eleonora de Saint-Bernard. Elle faisait partie de la plus haute noblesse internationale. D'autres membres des Carmes de Malines provenaient également de milieux riches.
En 1618, les carmélites ont pu acheter les deux maisons. Plusieurs autres maisons et terrains ont été achetés au cours des années suivantes. Cela s'est accompagné de toutes sortes de rénovations supplémentaires. De cette façon, le monastère a finalement obtenu sa forme définitive en 1711.
Comme beaucoup d'autres institutions spirituelles, les carmélites n'ont pas pu échapper à l'impulsion réformatrice de l'empereur Joseph II. Il abolit l'ordre par son décret du 1er mars 1783 concernant les monastères inutilisés. Quelques sœurs ont ensuite emménagé dans une maison du Sint-Romboutskerkhof.
Au cours des années suivantes, le bâtiment de Lange Biest a changé plusieurs fois de propriétaire et de destination. Par exemple, pendant un certain temps, il a servi de station auxiliaire pour les troupes autrichiennes. En 1788, après sa suppression, une partie de celui-ci appartient à la famille Emmanuel de Perceval.
Les carmélites ont reçu une seconde vie à partir de 1845 dans l'ancien Arsenal d'artillerie impériale sur Adegemstraat.

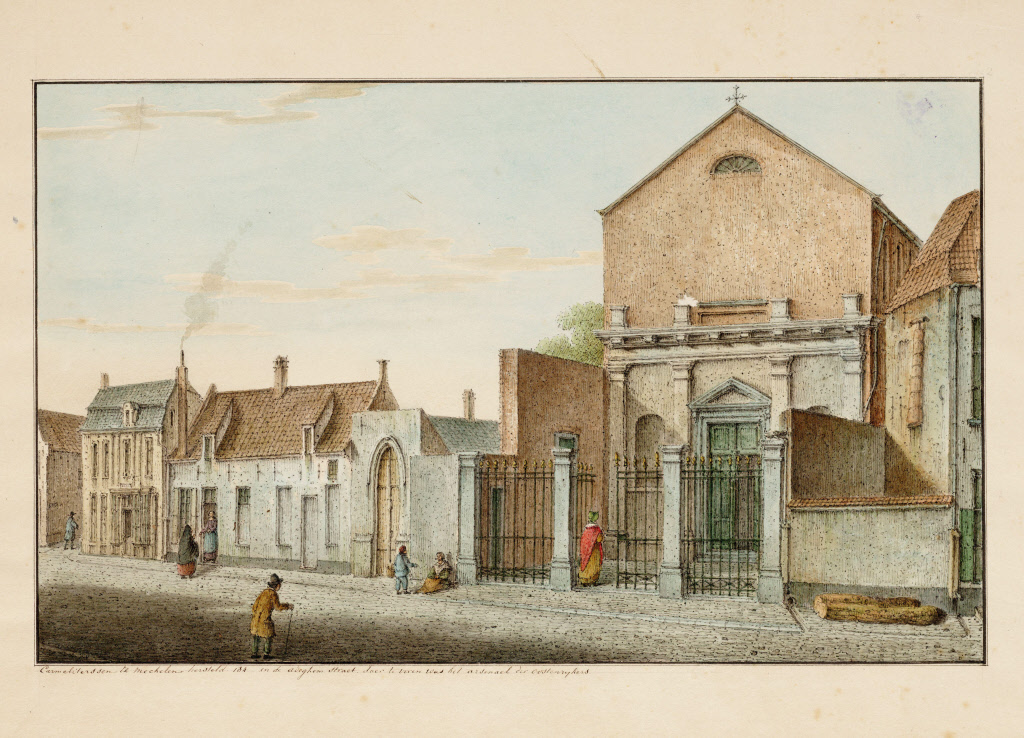
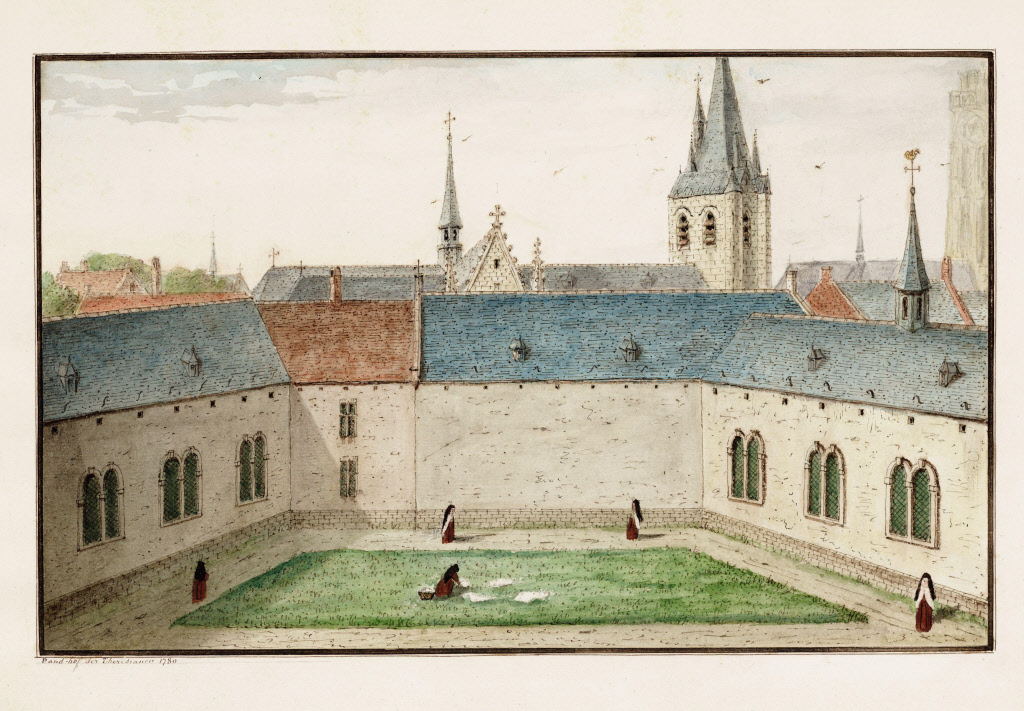
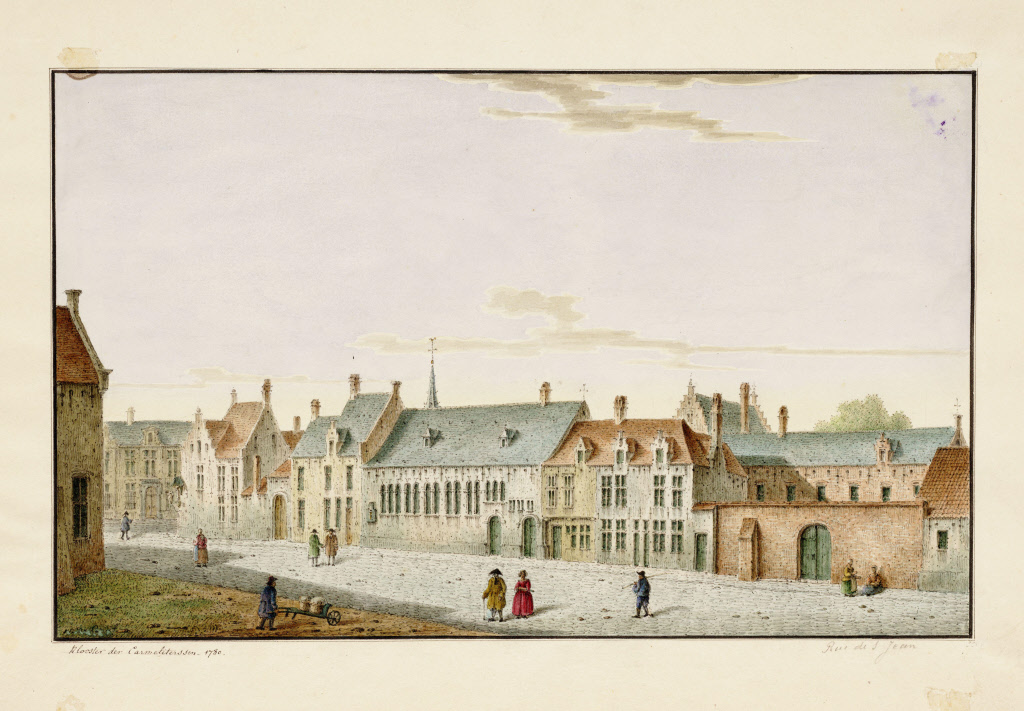
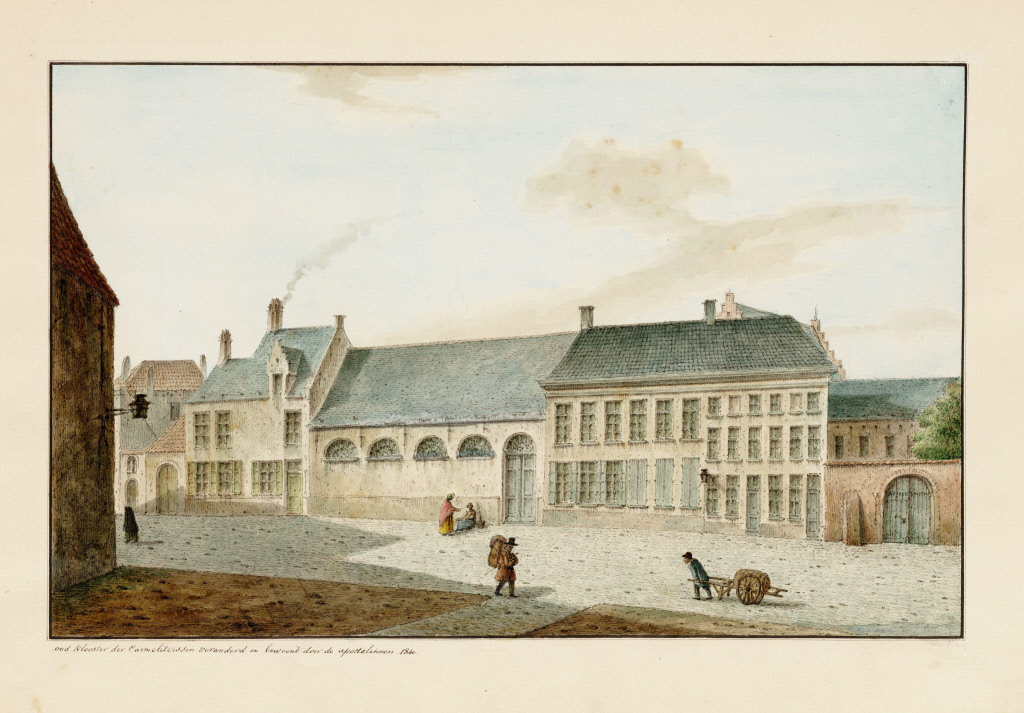

## Sources
1. ↑  Archives générales du Royaume, Inventaires des cartes et plans, manuscrits et gravés, qui sont conservés aux Archives générales du Royaume, 1848

- Eeman M., Kennes H. & Mondelaers L. 1984: Inventaris van het cultuurbezit in België, Architectuur, Stad Mechelen, Binnenstad, Bouwen door de eeuwen heen in Vlaanderen 9N, Brussel - Gent.